# 护国良相狄仁杰
《护国良相狄仁杰》是一部大型系列断案类古装电视剧，其题材为狄仁杰、武则天的传奇故事，实际播出3部65集。本剧起初计划拍摄四部，即《京都疑云》、《月沉江南》、《风摧边关》、《古墓惊雷》，各20集，总共80集，分别以云、月、风、雷为根。各单元都是独立的故事，但又能在大背景下互相牵连，其案件侦查推理有在奇、惊、疑、智方面尤为突出。不过实际拍摄与初衷不完全一样，2001年《京都疑云》由北京奥尼影视公司、北京文采音像中心、山东潍坊电视台联合制作完成拍摄，共22集。2002年，中国国际电视总公司制作了《风摧边关》（23集）、《古墓惊雷》（20集），三部中的狄仁杰均为寇世勳出演。而2004年开拍摄的《月沉江南》（又名《狄仁杰洗冤录》）由欧阳震华出演，亦更换了制作方，故不属于《护国良相狄仁杰》系列。

## 京都疑云
武则天圣历年间，国泰民安，但朝中李、武两家为争夺皇权暗流汹涌，一个离奇的宫廷刺杀案件又引出了武则天惊险的出宫经历，早已悬印归家的狄仁杰不得不再次复出，他能否妙手神断，化险为夷？
2002年，本剧在北京、上海、天津等地方台播出时反映良好，收视率一度达到10%，并获得2002年度收视率前五名（上海文广传媒集团评选）。

### 演员
- 寇世勳 饰 狄仁杰
- 王　姬 饰 武则天
- 黄海冰 饰 陶　甘
- 黑　子 饰 武三思
- 方　琼 饰 轱　辘
- 刘玉婷 饰 上官婉儿
- 林　静 饰 太子妃韦玉
- 牛　莉 饰 太平公主
- 董　洋 饰 马　荣
- 冯　静 饰 绯红、蓝白
- 王　斑 饰 张昌宗
- 徐美玲 饰 狄夫人
- 刘长纯 饰 乔　泰
- 田海蓉 饰 东方雨
- 陈长海 饰 张柬之
- 姬晨牧 饰 李　哲

### 歌曲
- 片头曲：《在劫难逃》
  - 作词：陈涛 作曲：窦鹏 演唱：窦鹏
- 片头曲：《一程山水一层歌》
  - 作词：梁文福 编曲：窦鹏、羽伞 演唱：朱桦

## 风摧边关
在一个风雨交加的夜晚，长城倒塌了一段，与此同时，西域人趁机攻入大周。一连串的内忧外患引起边关战乱。边关将军武官龙奉命处置，却陷入一番纠葛之中，回京的狄仁杰奉命侦破此案。

### 演员
- 寇世勳 饰 狄仁杰
- 王　姬 饰 武则天
- 廖京生 饰 李绍德
- 高圆圆 饰 潘　玉
- 李宗翰 饰 武官龙
- 陳冠霖 饰 匡连海
- 张　博 饰 李玉良
- 秦　堰 饰 武三思
- 牛清风 饰 陶　甘
- 宋　瑞 饰 马　荣
- 马园园 饰 春　香
- 丁　丁 饰 云里花
- 王紫微 饰 石　头
- 薛文成 饰 潘有利
- 刘长生 饰 鬼狐狸
- 王卫国 饰 高　青
- 夏　俊  饰 黄胜贤

### 歌曲
- 片头曲：《饯别》
  - 作词：李白 作曲：司马亮 演唱：温培仑[5]
- 插曲：《英雄有泪不轻弹》
  - 作词：司马亮 作曲：司马亮 演唱：温培仑
- 片尾曲：《英雄多珍重》
  - 作词：可心 作曲：王哲 演唱：含笑 (歌手)

## 古墓惊雷
武则天即位为帝不久，皇宫中一向无人居住的兰苑宫出现了鬼影，引起了大家的恐慌，随后大批国宝全部被盗，朝廷上下乱成一团。武则天震怒，下令狄仁杰破案。

### 演员
- 寇世勳 饰 狄仁杰
- 王　姬 饰 武则天
- 黄文豪 饰飞天虎、林如雪
- 张　延 饰 慕容雨
- 牛清风 饰 陶　甘
- 海　波 饰 惠安大师
- 陈长海 饰 张柬之
- 严维莎 饰 露　沙
- 阿不力孜 饰 莫尔斯

### 音乐
- 片头曲：《英雄多珍重》
  - 作词：可心 作曲：王哲 演唱：含笑 (歌手)
- 插曲：《谁的错》
  - 作词：羽禾 作曲：司马亮 演唱：王静
- 片尾曲：《饯别》
  - 作词：李白 作曲：司马亮 主唱：温培仑 演唱：胡仲月